# 圣依纳爵堂 (阿雷佐)
圣依纳爵堂（Chiesa di Sant'Ignazio）原为意大利阿雷佐的一个罗马天主教教堂。今天，它已世俗化，改为市政厅。
该堂建于1667-1686年，是阿雷佐十七世纪最重要的教堂之一，巴洛克风格，属于耶稣会，供奉圣依纳爵，由奇里亚科 Pichi设计。堂内仍拥有若干艺术品。